# Annemasse
Annemasse [anmas] ist eine französische Stadt mit 37.595 Einwohnern (Stand 1. Januar 2022) im Département Haute-Savoie in der Region Auvergne-Rhône-Alpes. Sie gehört zum Arrondissement Saint-Julien-en-Genevois.

## Geografie
Annemasse liegt acht Kilometer vom Zentrum der Stadt Genf und 34 Kilometer von Annecy entfernt nahe der Grenze zur Schweiz und dem Genfersee.
Im Stadtzentrum liegt der Jardin Claudius Montessuit.

## Bevölkerungsentwicklung
| Jahr                       | 1561 | 1793 | 1856  | 1901  | 1921  | 1936  | 1954   | 1968   | 1990   | 2009   | 2018   |
| Einwohner                  | 510  | 515  | 1.045 | 2.811 | 4.208 | 8.018 | 10.209 | 17.166 | 27.253 | 31.293 | 36.250 |
| Quellen: Cassini und INSEE |      |      |       |       |       |       |        |        |        |        |        |

## Verkehr

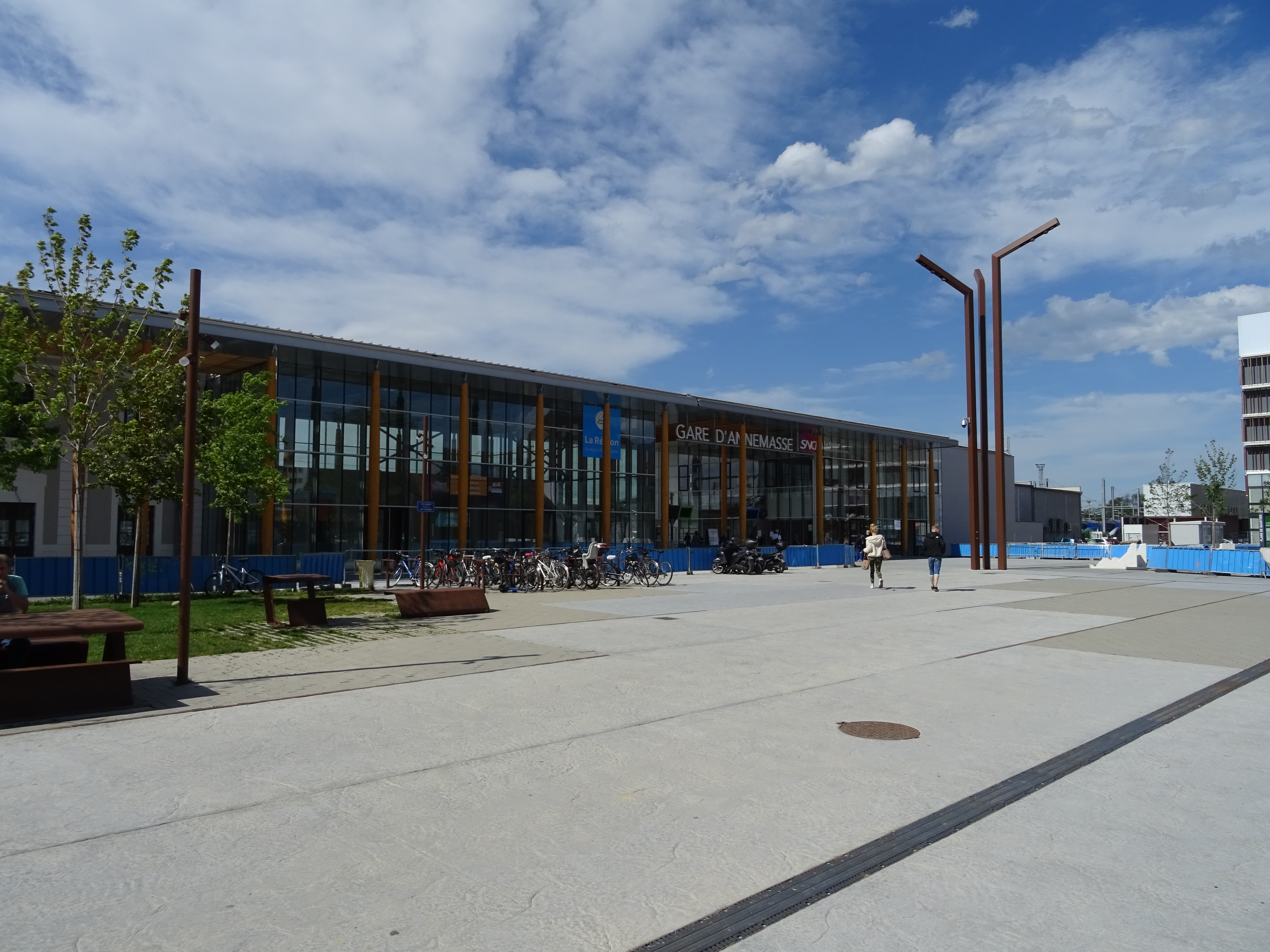
Bahnhof Annemasse

Annemasse besitzt einen Bahnhof an der Bahnstrecke Léaz–Saint-Gingolph, der ferner Ausgangspunkt der Bahnstrecken nach Genève-Cornavin und nach Aix-les-Bains ist. Seit dem 15. Dezember 2019 ist an den Bahnhof auch die neue Bahnstrecke Genève Cornavin–Eaux-Vives–Annemasse angeschlossen, die vom Léman Express, der S-Bahn von Genf, bedient wird. Seitdem wird der Bahnhof Annemasse aufgrund seiner Position als Eisenbahnknotenpunkt von fünf Linien bedient und ist der zweitgrößte Bahnhof im Großraum Genf/Annemasse. Er soll auch der viertgrößte Bahnhof in der Region Auvergne-Rhône-Alpes werden, was die Passagierzahlen betrifft, die von 800.000 auf etwa 4,5 Millionen im Jahr steigen sollen.
Ebenfalls seit dem 15. Dezember 2019 ist Annemasse an das Netz der Strassenbahn Genf angeschlossen. Die erste Bahn hatte Annemasse im Zuge von Probefahrten am 14. Oktober 2019 erreicht. Eine vorläufige Endstelle wurde in Annemasse am Parc de Montessuit angelegt, eine Verlängerung in das Stadtgebiet ist vorgesehen. Bereits bis in die 1950er Jahre gab es eine Strecke der Strassenbahn Genf nach Annemasse, die im Zuge der Reduzierung des Genfer Strassenbahnnetzes eingestellt wurde.

## Städtepartnerschaften
Partnerstadt von Annemasse ist seit 1970 Gaggenau in Baden-Württemberg (Deutschland). Freundschaftsverträge bestehen seit 2001 mit Sieradz in Polen und  seit 2000 mit Boisbriand in der Provinz Québec (Kanada).

## Persönlichkeiten
- Jean Deffaugt (1896–1970), Bürgermeister von Annemasse 1943–1947 und Gerechter unter den Völkern
- Georges Dupont (1903–1983), Sprinter, geboren in Annemasse
- Renatus Weber (1908–1992), deutscher Politiker (CDU) und Mitglied der Hamburgischen Bürgerschaft, geboren in Annemasse
- Wolfgang Windgassen (1914–1974), Opernsänger (Tenor) und Opernregisseur, geboren in Annemasse
- Michel Montignac (1944–2010), Autor von Büchern über Ernährungsfragen und Begründer der Montignac-Methode, lebte und verstarb in Annemasse
- Roger Menetrey (* 1945), Box-Europameister, geboren in Annemasse
- Alain Flotard (* 1950), Autorennfahrer, geboren in Annemasse
- Marc Berthoumieux (* 1960), geboren in Annemasse
- Philippe Chevallier (* 1961), Radrennfahrer und Sportlicher Leiter
- Jean-Marc Gaillard (* 1980), Skilangläufer, geboren in Annemasse
- Geoffrey Tréand (* 1986), Fußballspieler, geboren in Annemasse
- Jérôme Coppel (* 1986), Radrennfahrer, geboren in Annemasse
- Xavier Bertoni (* 1988), Freestyle-Skier
- Tessa Worley (* 1989), Skirennläuferin, geboren in Annemasse
- Samuel Ikpefan (* 1991), französisch-nigerianischer Skilangläufer, in Annemasse aufgewachsen
- Aurélien Paret-Peintre (* 1996), Radrennfahrer, geboren in Annemasse
- Mélissa Gal (* 1999), Skilangläuferin
- Valentin Paret-Peintre (* 2001), Radrennfahrer
- Nathan Falconnier (* 2003), Fußballspieler